# Gant (ruhamárka)
A Gant Inc. (stilizálvaː GANT) egy svédországi központú, svájci tulajdonú, amerikai gyökerekkel rendelkező prémium ruhamárka. Eredetileg New Havenben, Connecticut államban működött, ahol 1949-ben alapították.

## Története
Bernard Gantmacher 1907-ben, Ukrajnából érkezett az Egyesült Államokba, és egy ruhagyárban dolgozott, ahol inggallérokat varrt, és megismerkedett későbbi feleségével, Rebecca Rose-zal, aki gombspecialistaként dolgozott ugyanannál a vállalatnál. Miután Gantmacher visszatért az első világháború alatti katonai szolgálatból, a pár összeházasodott, és üzleti partnerével, Morris Shapiróval megalapították a Par-Ex ingeket gyártó vállalatot. A vállalat olyan márkák számára készített ingeket, mint a Brooks Brothers, a J. Press és a Manhattan. A cég 1927-ben a connecticuti New Havenbe költözött, ahol 1949 áprilisában a Gant nevet kapta. Apjuk 1955-ben bekövetkezett halála után Bernard Gantmacher fiai vették át a családi vállalkozás irányítását.
1968-ban a Gant testvérek eladták a céget a Consolidated Foodsnak, de kreatív vezetőként továbbra is a vállalatnál maradtak. 1971-ben a Gant piacra dobta első sportruházati termékcsaládját, 1974-ben pedig elindította a Rugger márkát. 1979-ben a Gant a The Palm Beach Company ruhagyártó vállalat leányvállalata lett, és megszüntette New Haven-i cégközpontját. Az 1980-as évek elején a Gant belépett a nemzetközi piacra, amikor a svéd Pyramid Sportswear megkapta a jogot a márka forgalmazására az Egyesült Államokon kívül, és kezdetben csak Svédországban árusította, de hamarosan nemzetközi szinten is terjeszkedni kezdett. 1995 februárjában Amszterdamban megnyílt az első hivatalos Gant üzlet Európában; jelenleg ez a legrégebben működő márkabolt a világon. 1995-ben a Phillips-Van Heusen megvásárolta a márkát az Egyesült Államokban a csődbe ment Crystal Brands, Inc. sportruházati gyártótól, majd 1999-ben 71 millió dollárért eladta az amerikai Gantot a svéd tulajdonosnak, ezzel végleg megszüntetve az amerikai tulajdonrészt. 2006 tavaszán a Gant részvénytársasággá vált, és a Stockholmi Értéktőzsdén jegyezték; 2008. március 20-án azonban kivonult a tőzsdéről, miután a svájci Maus Frères kiskereskedelmi csoport felvásárolta.
2016-ban a márkának 583 üzlete volt világszerte. Magyarországon jelenleg öt üzletet működtet.

## Fordítás
Ez a szócikk részben vagy egészben  a   Gant (company) című angol Wikipédia-szócikk ezen változatának fordításán alapul.  Az eredeti cikk szerkesztőit annak laptörténete sorolja fel. Ez a jelzés csupán a megfogalmazás eredetét és a szerzői jogokat jelzi, nem szolgál a cikkben szereplő információk forrásmegjelöléseként.